# Franz Sackmann (Schachkomponist)

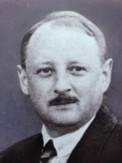
Franz Sackmann

Franz Sackmann (* 12. Juli 1888 in Brannenburg; † 22. Februar 1927 in Kaiserslautern) war ein deutscher Diplom-Ingenieur, Schachspieler und Schachkomponist.
Sackmann studierte an der TH München und war danach in Eßlingen am Neckar, Charlottenburg und als Oberingenieur im Eisenwerk in Kaiserslautern berufstätig.
Bereits früh fand Sackmann zum Schachspiel. Er erreichte beachtliche Spielstärke und spielte im Schachklub Kaiserslautern meist am zweiten Brett.
Seine besondere Aufmerksamkeit galt jedoch der Schachkomposition. Von 1906 an komponierte er etwa 200 Drei- und Mehrzüger und über 100 Studien, wobei er in zwei Jahrzehnten Bemerkenswertes geleistet hat. Die größten Anregungen verdankte er den Vorkämpfern der neudeutschen Schule Johannes Kohtz und Carl Kockelkorn sowie Meister Fritz Köhnlein aus Nürnberg.
Nach ihm wurde die Kombination Sackmann benannt: Eine mehrzügige Hinführung einer Figur auf eine Ziellinie, wobei unter mehreren Feldern der Ziellinie eine Auswahl getroffen wird.
|   | a | b | c | d | e | f | g | h |   |
| 8 |   |   |   |   |   |   |   |   | 8 |
| 7 |   |   |   |   |   |   |   |   | 7 |
| 6 |   |   |   |   |   |   |   |   | 6 |
| 5 |   |   |   |   |   |   |   |   | 5 |
| 4 |   |   |   |   |   |   |   |   | 4 |
| 3 |   |   |   |   |   |   |   |   | 3 |
| 2 |   |   |   |   |   |   |   |   | 2 |
| 1 |   |   |   |   |   |   |   |   | 1 |
|   | a | b | c | d | e | f | g | h |   |

Lösung:

1. Ld1–b3! c4–c3

2. Lb3xa2 c3–c2

3. La2–b1 c2–c1D(T) patt.

Auch eine Unterverwandlung in Springer oder Läufer gewinnt das Spiel nicht, weil im entstehenden Leichtfigurenendspiel kein Matt erzwungen werden kann.
Bereits als Student war Sackmann Mitarbeiter am Akademischen Monatsheft für Schach. Nach erst einjähriger Mitgliedschaft (Beitritt im Wintersemester 1906/07) wurde er am 30. April 1907 vom Akademischen Schachklub München zu seinem Präsidenten gewählt. An dessen berühmter, 1911 erschienenen Festschrift hatte er maßgeblichen Anteil. Er war Redakteur des Schachkompositionsteils in den Süddeutschen Schachblättern (1908) und in den Deutschen Schachblättern (1909–1911).
Sackmann erhielt 1924 vom Deutschen Schachbund „für seine großen Erfolge auf dem Problemgebiete, insbesondere für seine Auszeichnung im Frankfurter Problemturnier mit je dem ersten Preise für 2-, 3- und 4-Züger, eine wohl noch nie dagewesene Leistung“ eine Medaille aus der Meißener Porzellan-Manufaktur.
Sackmann war katholisch. Er starb im Alter von 38 Jahren an einer Grippe. Seine Ehefrau war eine geborene Wernhart. Der Chemiker und Politiker Franz Sackmann (1920–2011) war ihr gemeinsamer Sohn.

## Werke
- Franz Sackmann: Die Bauernumwandlung in Turm oder Läufer als Studienidee. In: J. Schorr (Hrsg.): Schachkongreß Teplitz-Schönau 1922, Teplitz-Schönau-Turn, 1923, S. 513–533.